# Aspklokrypare
Aspklokrypare (Lamprochernes chyzeri) är en spindeldjursart som först beskrevs av Tömösváry 1882.  Aspklokrypare ingår i släktet Lamprochernes och familjen blindklokrypare. Enligt den finländska rödlistan är arten nära hotad i Finland. Arten är reproducerande i Sverige. Artens livsmiljö är lundskogar. Inga underarter finns listade.